# Pożegnania (film 2008)
Pożegnania (jap. おくりびと Okuribito) – japoński dramat filmowy z 2008 roku w reżyserii Yōjirō Takity. Zdobywca Oscara za najlepszy film nieanglojęzyczny. 
Polskim widzom film zaprezentowany został 26 czerwca 2009 roku podczas festiwalu Tofifest, zaś do szerszej dystrybucji kinowej trafił 22 stycznia 2010 roku.

## Opis fabuły
Daigo Kobayashi jest tokijskim wiolonczelistą, który stracił pracę, gdy rozwiązano orkiestrę, w której grał. Wkrótce po tym Daigo postanawia wraz z żoną wrócić do rodzimej Sakaty i poszukać nowej pracy. Pewnego dnia przyjmuje ofertę NK Agency szukającej do pracy „towarzysza podróży”. Podczas rozmowy kwalifikacyjnej Daigo dowiaduje się, że skrót NK jest akronimem nōkan – firmy zatrudniającej pracowników do domu pogrzebowego, gdzie przygotowuje się umarłych do ostatniej podróży.

## Obsada
- Masahiro Motoki jako Daigo Kobayashi, tokijski wiolonczelista
- Tsutomu Yamazaki jako Sasaki, Szef Agencji P
- Ryôko Hirosue jako Mika Kobayashi, żona Daigo
- Kimiko Yo jako Yuriko Uemura, pracownica Agencji P
- Kazuko Yoshiyuki jako Tsuyako Yamashita, właścicielka łaźni
- Takashi Sasano jako Shokichi Hirata, stały klient łaźni

## Nagrody
- Oscar za najlepszy film nieanglojęzyczny w 2008 roku.
- Nagroda Japońskiej Akademii Filmowej w kategorii film roku w 2008 roku[1].